# Ovidio Mezza
Mario Ovidio Mezza (Tarija, 12 december 1952) is een voormalig Boliviaans voetballer, die speelde als aanvaller. Hij beëindigde zijn actieve loopbaan in 1986 bij de Boliviaanse club The Strongest. Mezza stapte later het trainersvak in en was in 2005 bondscoach van zijn vaderland Bolivia.

## Clubcarrière
Mezza kwam uit voor de Boliviaanse clubs The Strongest, Oriente Petrolero en Club Bolívar. Daarnaast speelde hij clubvoetbal in Paraguay bij Club Libertad.

## Interlandcarrière
Mezza speelde in totaal 37 interlands voor Bolivia in de periode 1972-1983 en scoorde acht keer voor La Verde.

## Trainerscarrière
Hij gaf in 2005 leiding aan de nationale ploeg, die hij in totaal elf duels onder zijn hoede had. Mezza wist zich met La Verde niet te plaatsen voor het WK voetbal 2006 en werd opgevolgd door oud-international Erwin Sánchez.